# Tesla Model S
Tesla Model S je  povsem električno vozilo podjetja Tesla Motors. Limuzina je bila prvič predstavljena leta 2009 na Frankfurtskem sejmu. Prve modele so dostavili v ZDA junija 2012, v Evropi pa začetka avgusta 2013 na Norveškem, Švici in Nizozemskem, kjer se električni avtomobili najbolj prodajajo.
Model S ima litij-ionsko baterijo s kapaciteto 85 kWh, ki omogoča po EPA certifikaciji doseg 426 kilometrov. Možna je izbira cenejše in manjše 60 kWh baterije z dosegom 335 kilometrov. Poraba elektrike na kilometer je 237.5 Wh (približno četrtina kilovatne ure). 
Cene prvih vozil so bile v ZDA US$95 400 do US$105 400 z 85 kWh baterijo. Sicer se Model S s 60 kWh baterijo začne pri US$69.900. Te cene so brez subvencij in davčnih olajšav, ki so za različne države drugačne. Skupna prodaja vozil je dosegla 25 000 vozil do decembra 2013, od tega 21 400 v ZDA.
The Tesla Model S je dobil številne nagrade: avto leta 2013 World Green Car of the Year, Motor Trend Car of the Year, Automobile Magazine's 2013 Car of the Year, Time Magazine Best 25 Inventions of the Year 2012
Tesla Model S imel sprva tovarniško ime WhiteStar .  Sprva je bil predviden manjši bencinski motor za povečanje dosega, vendar je pozenje Musk izjavil, da bo Tesla izdelovala povsem električna vozila.. Model S izdelujejo v tovarni v Fremontu v Kaliforniji. Izdelujejo ga tudi v Tilburg na Nizozemskem v bližini Rotterdama. 

## Tehnične specifikacije
|                      | Standard                                             | Standard                                             | Izvedba                                              |
| 60 kW·h              | 85 kW·h                                              | 85 kW·h                                              |                                                      |
| -------------------- | ---------------------------------------------------- | ---------------------------------------------------- | ---------------------------------------------------- |
| Doseg                | 230 mi (370 km) (Tesla Motors) 208 mi (335 km) (EPA) | 300 mi (480 km) (Tesla Motors) 265 mi (426 km) (EPA) | 300 mi (480 km) (Tesla Motors) 265 mi (426 km) (EPA) |
| Moč motorja          | 225 kW (302 hp) @ 5000-8000 rpm                      | 270 kW (362 hp) @ 6000-9500 rpm                      | 310 kW (416 hp) @ 5000-8600 rpm                      |
| Maks. Navor          | 317 lb·ft (430 N·m) @ 0-5000 rpm                     | 325 lb·ft (440 N·m) @ 0-5800 rpm                     | 443 lb·ft (600 N·m) @ 0-5100 rpm                     |
| 0-60 mph (0–97 km/h) | 5,9 sec                                              | 5,4 sec                                              | 4,2 sec                                              |
| Največja hitrost     | 120 mph/193 km/h                                     | 125 mph/200 km/h                                     | 130 mph/210 km/h                                     |
| Supercharging        | Opcijsko1 (US$2.500)                                 | Vključeno                                            | Vključeno                                            |

### Pogonski sklop
Elektromotor razvije 416 KM (310 kW), (600 Nm) navora, nameščen je na zadnjem delu vozila. Bazni model je sicer šibkješi 362 KM (270 kW) in (440 Nm) navora. Aerodinamični koeficient upora je nizek Cd=0,24, najnižji v industriji, razen Mercedes-Benz CLA-Class.
Največja hitrost je (201 km/h) , pospešek do 100 km/h je 5,6 sekund. Model Signature pa 4,2 sekunde

### Baterija
Na voljo je 60 in 85 kilovatna baterija. 40 kWh opcijo so zaradi malega povpraševanja ukinili.
Li-ionska baterija ima 7.000 posameznih celic v 85 kWh izvedbi. Uporablja Panasonic-ove celice z nikelj-cobalt-aluminiumijevimi katodami. Nameščena je nizko, tako da je nižji center težnosti in s tem boljše vozne lastnosti. Baterija ima garancijo 8 let ali 201.000 km za 60 kWh verzijo. 85 kWh verzija pa 8 let in neomejeno število kilometrov.
Opcija zamenjave baterije stane US$10.000 za 60 kWh in US$12.000 za 85 kWh